# Pentassulfeto de fósforo
Decassulfeto de tetrafósforo é o composto inorgânico com a fórmula P4S10. Este sólido amarelo é um dos dois sulfetos de fósforo de valor comercial. Amostras frequentemente tornam-se cinza-esverdeadas devido a impurezas.